# Saint-Marc-à-Loubaud
Saint-Marc-à-Loubaud – miejscowość i gmina we Francji, w regionie Nowa Akwitania, w departamencie Creuse.
Według danych na rok 1990 gminę zamieszkiwało 91 osób, a gęstość zaludnienia wynosiła 5 osób/km² (wśród 747 gmin Limousin Saint-Marc-à-Loubaud plasuje się na 514. miejscu pod względem liczby ludności, natomiast pod względem powierzchni na miejscu 380.).